# 大井啓世
大井 啓世（おおい ひろとし、1965年9月19日 - ）は、日本競輪選手会奈良支部に所属する競輪選手。日本競輪学校（以下、競輪学校）第58期生。

## 来歴
実父の大井清（期前選手）は元競輪選手で当人の師匠。また、長兄の栄治（競輪学校44期生）、次兄健司（競輪学校54期生）も元競輪選手だったことから、『大井（競輪）三兄弟』と呼ばれている。
高校時代、二人の兄は野球に取り組んでいたが、当人は奈良県立大淀高等学校に進学してサッカーに取り組んだ。同校在籍時代、1983年度開催の第62回全国高等学校サッカー選手権大会、1981年開催の全国高等学校総合体育大会サッカー競技大会、1983年開催の国民体育大会などへの出場経験がある。
その後、競輪学校を経て、1986年9月6日、熊本競輪場でデビュー（競走棄権）。初勝利は同年同月29日の福井競輪場。
これまで特別競輪において、GIで2回の決勝進出歴がある。またGIIである西日本王座決定戦では、2003年（小松島競輪場）に2位、2004年（観音寺競輪場）に3位を記録している。
2005年、父も兄2人も果たせなかった、ホームバンク・奈良競輪場の開設記念で優勝した。